# Свет (онтология)

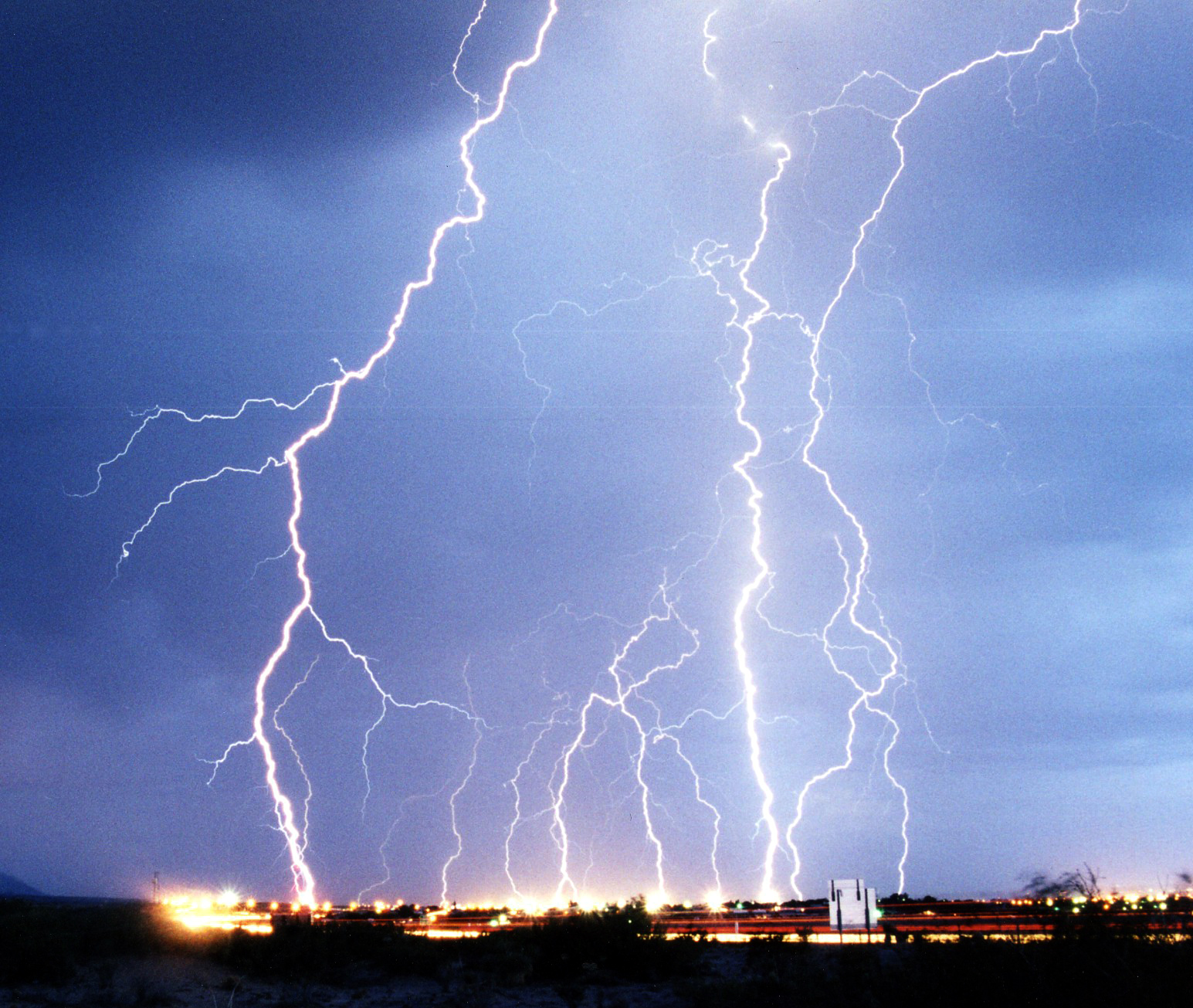
Молнии

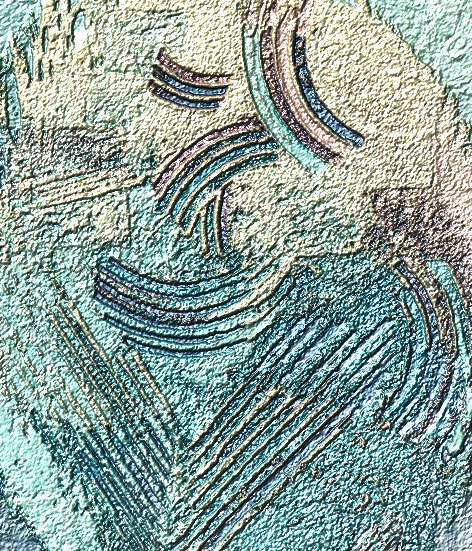
Serge. Гор-Ра. 2000. Смешанная техника. Фрагмент

Свет — лучистая энергия, делающая окружающий мир видимым; природное явление, выраженное одновременно и прерывностью (для науки), и устойчивой протяжённостью (в восприятии, в чувственном опыте); — энергия света представлена во многих формах и в окружающем мире, и в сознании. Движение света в пространстве одновременно словно подтверждает и его наличие, и существование времени, принадлежащего иной категории мироощущения (в наибольшей степени — внутренней). Свет в разных проявлениях — участник всех процессов во Вселенной, его энергия — источник, одна из «причин» и основа органической жизни, а будучи основой зрения, он является неотъемлемой частью его механизма (что выражено в особенностях взаимодействия света со зрительной системой), вследствие чего он неразрывно связан и с первыми фундаментальными проявлениями нормы самосознания, ассоциирующего его с возможностью, в числе прочих чувств, воспринимать мир, который посредством воздействия света наделяется пространственными формами (видимыми человеком, благодаря такому явлению, как тень, рождаемая светом же), первостепенным значением света в мировосприятии является также то, что он облачает видимое цветом. Человек всегда образно отождествлял свет с источниками излучения, первыми из которых, доминирующими в сознании, являются солнце, огонь, луна и звёзды, — множество космических и атмосферных явлений, а далее выстраивается бесконечная череда образов, связывающих его со всем, что так или иначе подразумевает излучение.

## Свет. Гносеологический аспект
Свет, и как природное явление, и как понятие, истолковывался и продолжает трактоваться разными направлениями философии и психологии. Само явление и его воздействие изучаются гуманитарными и естественными науками. Физическое понимание природы света претерпело кардинальные изменения за довольно продолжительную историю его изучения, вместе с изменением представлений о мироздании в целом: от древних — эмпирических, — благодаря пониманию природы спектра, формированию оптической, волновой и квантовой теории, теории поля, или также — через «принципы», — изучение других физические феноменов, — открытие и понимание других видов электромагнитного излучения: инфракрасного, рентгеновского, ультрафиолетового и гамма-излучения, и механизм взаимодействия и преобразование его в излучения волн другой длины и других частот, — подтверждение справедливости положений общей теории относительности, выраженных в поведении света и т. д., — до роли света в новых пространственно-временных моделях.
Мы никогда не должны забывать (история наук это доказывает), что каждый успех нашего познания ставит больше проблем, чем решает, и что в этой области каждая новая открытая земля позволяет предполагать о существовании ещё неизвестных нам необъятных континентов. — Луи де Бройль 

## Свет в искусстве, музыке и литературе
На протяжении всей истории существования каких бы то ни было форм самовыражения человека этот феномен многократно запечатлевался и транслировался посредством всех неисчислимых видов знаковых систем: прежде всего, в изобразительном искусстве — начиная с пещерных рисунков, и, кончая — новейшими пластическими технологиями (о символике света в иконописи сказано ниже); — в музыке: от архаического звукоподражания и древнейших гимнов, до — постоянно развивающихся акустических методов. Нет таких литературных форм и жанров, которые обходились бы без потребности повествовать о нём.

#### Светская живопись
XIX век
Особое истолкование получает феномен света в контексте изобразительности по ходу последовательной, а порой стихийной и небезболезненной смены позиций художника по отношению к способам реализации «предметной данности» в произведении, и композиционного синтеза форм,— переосмыслению природы цвета и его восприятия. Эволюция эта интенсивно протекала в пространственном творчестве, начиная с романтизма, и приблизилась к наивысшей точке реформаторских поисков с завершением финальной фазы постимпрессионизма, когда осознанное включение в его, искусства, арсенал получили теоретические методы, ушедшей к тому времени значительно дальше в своих пределах абстрагирования (умозрительного) науки,— её технические возможности. Одновременно получают развитие направления, категорически отрицающие возможность такого взаимодействия, противопоставляя ему новый взгляд на сам творческий процесс,— без привлечения рациональной методики.
В начале XX века и сама тема света получает новое место в мировоззрении гуманитариев. Возникает множество течений, формируется ряд теорий (как действенных, так и чисто декларативных), которые предлагают своё понимание темы.
«Технологии» Г Якулова, его теория «разноцветных солнц».
«Лучизм» М. Ларионова и Н. Гончаровой.

## Религиозное восприятие света
Стихия огня, неразрывно связанная со светом, присутствует во всех мифологиях, персонифицируя и смерть и жизнь, — начало, подразумевающее и добро и зло, или — амбивалентно. Свет, всегда воспринимавшийся, как непременное условие адекватного существования, и обожествлялся человеком, и причисляется к демоническим, хтоническим силам (вулкан, пожар, болотное свечение и т. д.); он вызывал и продолжает вызывать у человека и осознанный и бессознательный страх и поклонение. Однако здесь наблюдается коллизия, выраженная духовной дифференциацией света практически во всех вероисповеданиях, которая сказывается, например, в христианстве, — «делением» света на божественный («беспримесный») и «тварный» («тварь в перво-истоке служит средою, придающей свету цветность»). Это различие чётко регламентировано в иконописном каноне.

### Христианство
В начале сотворил Бог небо и землю. Земля же была безвидна и пуста, и тьма над бездною, и Дух Божий носился над водою. И сказал Бог: да будет свет. И стал свет. И увидел Бог свет, что он хорош, и отделил Бог свет от тьмы. И назвал Бог свет днем, а тьму ночью. И был вечер, и было утро.
— Быт. 1:1-5
Свет в христианстве разделяется на тварный и нетварный. Следует понимать — свет тварный включает в себя как материальный свет, так и духовный, но не предвечный (свет Ангелов Неба, свет лица, души …)
Быт. 1:3-4: И сказал Бог: да будет свет. И стал свет. И увидел Бог свет, что он хорош, и отделил Бог свет от тьмы.
Свет тварный бывает светом живых, даваемым Духом Божиим через Ангелов:
Пс. 55:14: Ибо Ты избавил душу мою от смерти, да и ноги мои от преткновения, чтобы я ходил пред лицем Божиим во свете живых. 

Пс. 66:2: Боже! будь милостив к нам и благослови нас, освети нас лицем Твоим,
Пс. 88:16: Блажен народ, знающий трубный зов! Они ходят во свете лица Твоего, Господи,
Бывает свет славы:
Откр. 18:1: После сего я увидел иного Ангела, сходящего с неба и имеющего власть великую; земля осветилась от славы его.
Современная художественная, историческая литература, в числе других неканонических источников, дает пример осмысления этой категории, доносимого через возможную только для человека иной эпохи — своего рода экзегезу миропонимания Сергия Радонежского:
И понять, постигнуть можно не Бога, а токмо истекающие из него энергии, ими же пронизан мир, ими он создается и разрушается. Ибо  без них, без энергии света, мир — это тьма, и вещественный свет, видимый смертными очами, свет тварный, тоже сходен с несотворенною тьмой».Д. М. Балашов 
1 Иоанна. 1:5: И вот благовестие, которое мы слышали от Него и возвещаем вам: Бог есть свет, и нет в Нем никакой тьмы.
Внутренний Свет — теологический термин, означает находящийся в человеке Свет Христа; то, что от Бога; Дух Божий в человеке.